# Stefan Struve
Stefan Struve (Beverwijk, 18 februari 1988) is een Nederlands voormalig MMA-vechter.

## Loopbaan
Struve heeft een kickboksachtergrond en in 2005 debuteerde hij in professionele MMA-wedstrijden. In 2008 tekende hij bij de UFC. Er werd een hartprobleem geconstateerd bij Struve, waardoor zijn carrière afgelopen leek te zijn. Op 7 april 2014 kondigde Struves manager Lex McMahon aan dat de dokter hem weer toestemming had gegeven om te vechten. Op 8 mei 2014 werd bekend dat Struve zijn terugkeer zou maken op UFC 175, waar hij het op zou nemen tegen Matt Mitrione. Kort voor het gevecht viel Struve echter flauw in de kleedkamer en bleek hij een verhoogde hartslag te hebben. Daarop besloot de UFC om het gevecht niet door te laten gaan. Struve werd uit voorzorg naar het ziekenhuis gebracht.
Op 13 december 2014 nam Struve het op tegen Alistair Overeem. Hij verloor via een knock-out in de 1e ronde. Op 1 augustus 2015 nam Struve het op tegen Antônio Rodrigo Nogueira tijdens UFC 190. Hij won het gevecht via een unanieme beslissing van drie juryleden. Op 8 mei 2016 won Struve in Rotterdam Ahoy in zestien seconden van Antônio Silva door middel van KO.
Op 15 februari 2021 maakte Struve bekend zijn carrière als MMA-vechter te beëindigen, dit vanwege aanhoudende oor- en evenwichtsproblemen. 